# Julia Michalska

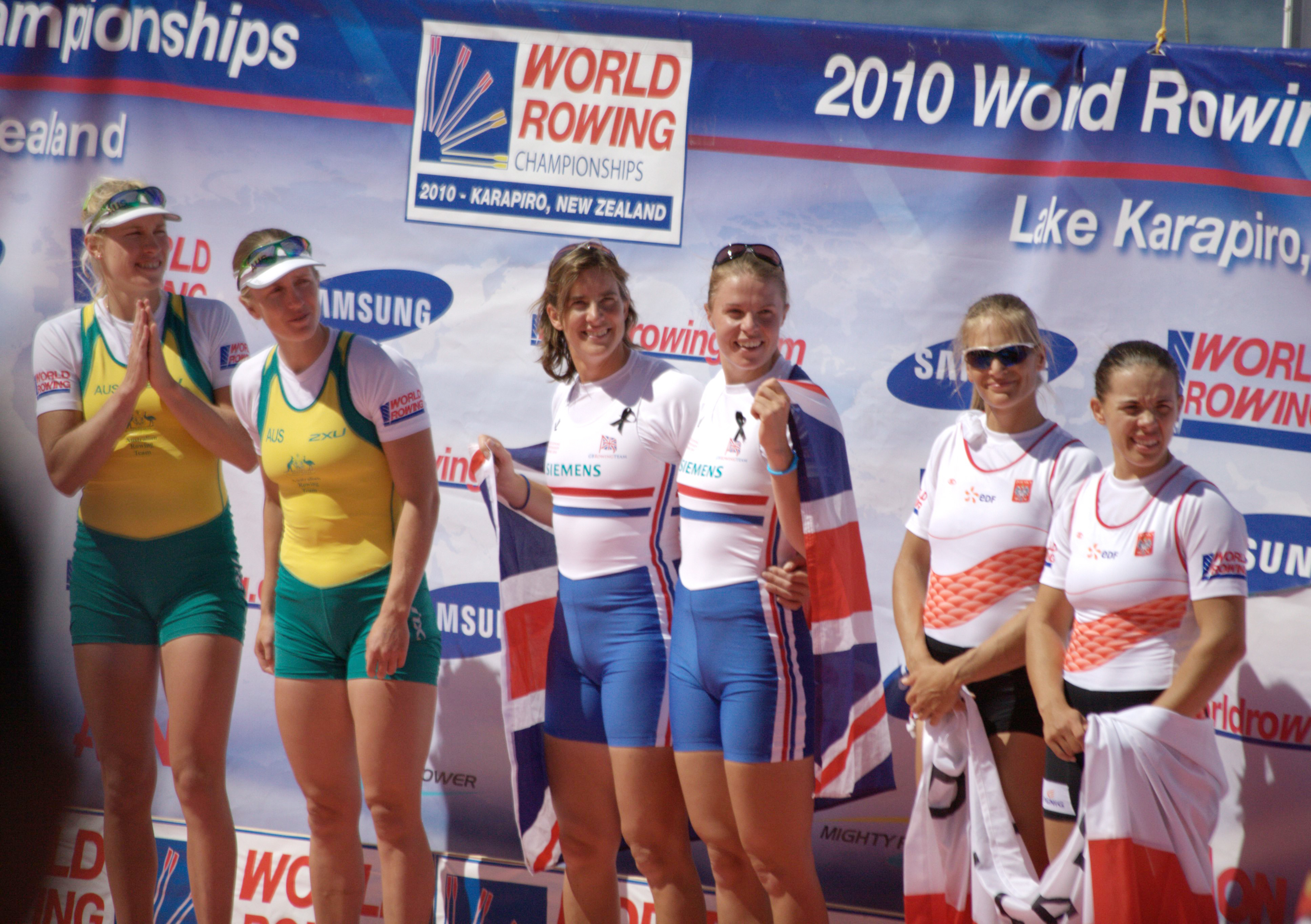
Michalska (2.v.r.) bei der Siegerehrung der WM 2010

Julia Ludwika Michalska-Płotkowiak (* 21. Juli 1985 in Kozienice) ist eine polnische Ruderin. Sie gewann bei den Olympischen Spielen 2012 Bronze im Doppelzweier.

## Karriere
Julia Michalska war 2003 Juniorenweltmeisterin im Einer. Bereits 2004 gelang ihr in Posen der erste Weltcupsieg im Leichtgewichts-Einer, später startete sie allerdings nur in den Bootsklassen ohne Gewichtsbeschränkungen. Nach einem vierten Platz 2004 belegte sie 2005 den zweiten Platz bei den U23-Weltmeisterschaften im Einer, 2006 gewann sie den Titel. In der Weltcupsaison 2007 erreichte sie in allen Regatten das A-Finale im Einer, bei den Ruder-Weltmeisterschaften 2007 belegte sie den achten Platz. Ein Jahr später erreichte sie im Weltcup nur einmal das A-Finale, aber beim Saisonhöhepunkt, den Olympischen Spielen in Peking, gelang ihr der Finaleinzug und sie ruderte auf den sechsten Rang.
2009 gewann Michalska im Doppelzweier mit Magdalena Fularczyk die Weltcupregatta in München. Nach einem zweiten Platz in Luzern siegten die beiden bei den Weltmeisterschaften in Posen und gewannen eine von zwei Goldmedaillen für die polnische Mannschaft. 2010 erhielten Fularczyk und Michalska die Silbermedaille bei den Ruder-Europameisterschaften 2010 hinter dem deutschen Boot. Bei den Ruder-Weltmeisterschaften 2010 in Neuseeland belegten die Polinnen den dritten Platz hinter den Britinnen und den Australierinnen. Ein Jahr später waren die Polinnen Fünfte bei den Ruder-Weltmeisterschaften 2011 in Bled. Bei der Olympiaregatta 2012 in Eton lagen die beiden Polinnen erneut hinter den Britinnen und den Australierinnen.